# I'm The Urban Spaceman
«I'm The Urban Spaceman» es una canción del grupo de rock cómico The Bonzo Dog Doo-Dah Band, que fue en gran medida su sencillo más exitoso, alcanzando la posición 5 en las listas de sencillos en el Reino Unido, lanzando al álbum de Tadpoles en el Reino Unido y al álbum de The Doughnut in Granny's Greenhouse en Estados Unidos y a la banda al éxito

## Composición
La canción fue compuesta en su totalidad por el músico, pianista y comediante Neil Innes, mientras que el lado B, Canyons of Your Mind, estaba compuesto por su compañero Vivian Stanshall.
Las letras de la misma hablan de un astronauta "urbano", y como este está teniendo una conversación con una chica, así le dice como tiene superpoderes, como la habilidad de volar o tener mucha rapidez, al final le dice "i don't exist" (Yo no existo), dando a entender que es un personaje imaginario.

## Producción
La producción del álbum fue a cargo de Gud Dudgeon, conocido por ser el que ha producido algunos de los mejores álbumes de Elton John y por Paul McCartney, bajo el seudónimo de Mr. Apollo C. Vermouth.

## Apariciones
Aunque originalmente, la canción salió como sencillo, con Canyons of Your Mind como lado B, la canción, aparte de los múltiples álbumes recopilatorios, salió en dos distintos álbumes en Reino Unido y en Estados Unidos, en Reino Unido salió como se planeaba originalmente, osease en Tadpoles, mientras que en Estados Unidos se usó para promocionar el álbum The Doughnut in Granny's Greenhouse como la primera canción del álbum, mientras que en el mismo país para sustituir a I'm The Urban Spaceman se usó el sencillo Readymades.

## Reconocimientos
Neil Innes obtuvo por la canción un Premio Ivor Novello, que se dedica a premiar a compositores por sus canciones originales, así Innes obtuvo el premio por compositor, en las ediciones de 1968.